# Chia

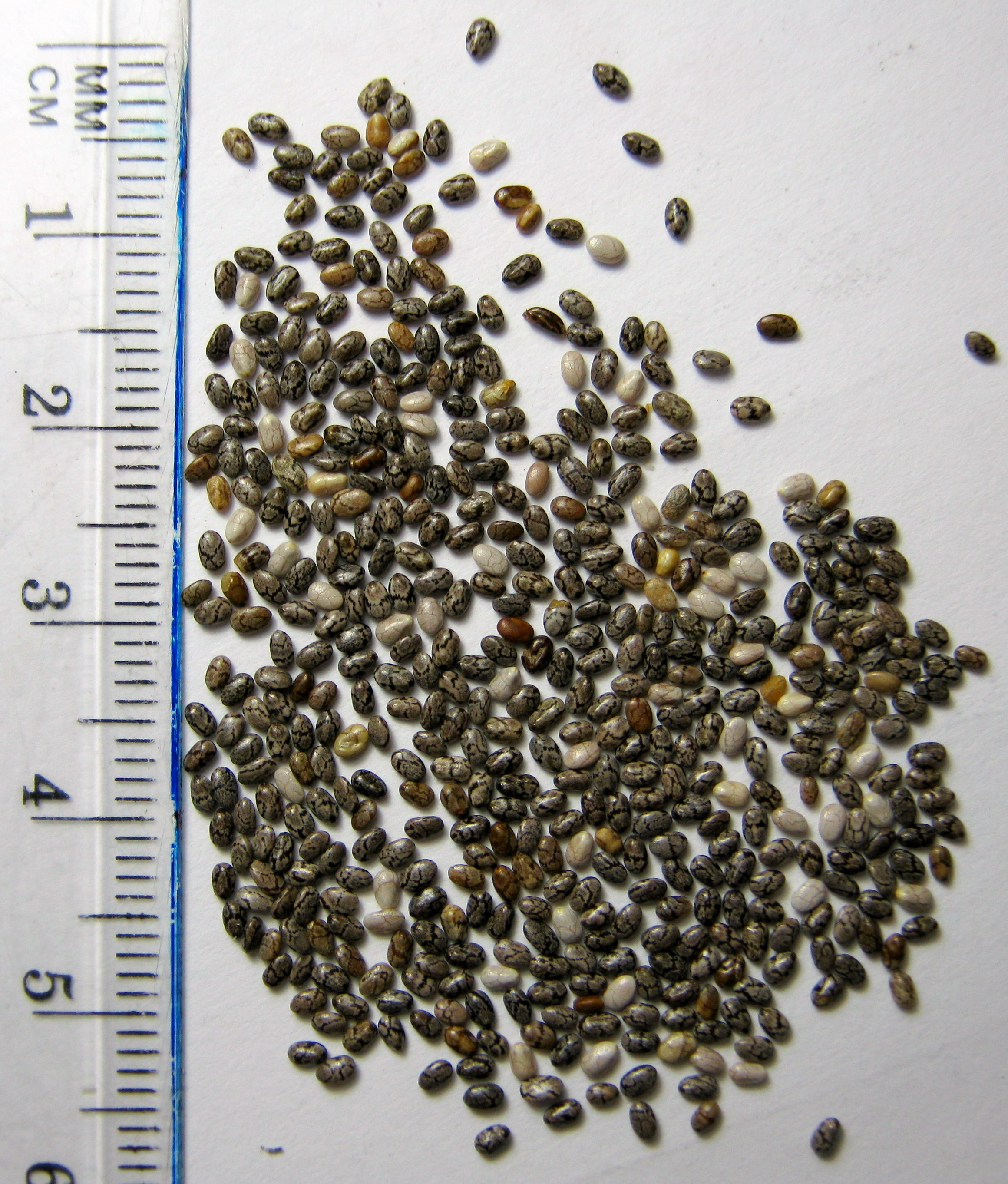
Semințe de chia

Chia (pronunție în română [tʃia]), sau Salvia hispanica, cunoscută și sub denumirea de chia mexicană este o specie de plantă cu flori din familia Lamiaceae, originară din zona centrală și sudică a statelor Mexic și Guatemala.
Semințele de chia conțin substanțe nutritive care au beneficii importante pentru sănătate.

## Valori nutriționale
Semințele de chia sunt semințele negre-gri ale plantei Salvia Hispanica, înrudită cu menta și originară din America de Sud.
Semințele de chia au fost un aliment important pentru azteci și mayași încă din cele mai vechi timpuri. Ele erau apreciate pentru capacitatea lor de a furniza energie de lungă durată. De fapt, "chia" este cuvântul mayaș care înseamnă "putere".
În ciuda istoriei lor vechi, doar recent semințele de Chia au fost recunoscute ca un superaliment modern.
Popularitatea lor a crescut în ultimii ani, acum fiind consumate peste tot în lume de către persoanele care sunt preocupate de sănătatea lor.
Conform Serviciului de Cercetare Agricolă USDA  United States Department of Agriculture, o uncie (28 g) de semințe de chia conține:
- Glucide: 12 g
- Fibre: 11 g
- Proteine: 4 g
- Grăsimi: 9 g - din care Omega 3: 5 g
- Calciu: 18% DZR
- Mangan: 30% DZR
- Magneziu: 30% DZR
- Fosfor: 27% DZR

Mai conțin o cantitate importantă de zinc, vitamina B1, B2, B3, potasiu.
Conținutul semințelor de chia pentru 100 de grame conform datelor USDA:
Total calorii: 490 - 24% DZR
Din Glucide: 178
Din Grăsimi: 257
Din proteine 54.2
Total Glucide: 43,8 gr - 15% DZR 
din care Fibre 37,7 gr. 151% DZR
Grăsimi și Acizi Grași:
- Total Grăsimi 30,8 gr 47% din DZR
- Grăsimi saturate 3,2 gr. 16% din DZR
- Grăsimi monosaturate 2,1 gr.
- Grăsimi polisaturate 23.3 gr.
- Total Acizi Grasi Omega-3 17,552 gr.
- Total Acizi Grași Omega-6 5,785 gr.

Proteine și aminoacizi:
- Proteine 15,6 g 31% din DZR
- Triptofan 721 mg
- Treonină 665 mg
- Izoleucină 696 mg
- Leucină 1,258 g
- Lisină 917 mg
- Metionină 90 mg
- Cistină 361 mg
- Fenilalanină 1,028 g
- Tirozină 503 mg
- Valină 1,051 g
- Arginină 1,983 g
- Histidină 526 mg
- Alanină 927 mg
- Acid aspartic 1,633 g
- Acid glutamic 2,468 g
- Glicină 907 mg
- Prolină 897 mg
- Serină 1,011 g

Minerale:
- Calciu 631 mg 63% DZR
- Fosfor 948 mg 95% DZR
- Potasiu 160 mg 5% DZR
- Sodiu 19,0 mg 1% DZR
- Zinc 3,5 mg 23% DZR
- Cupru 0,2 mg 9% DZR
- Mangan 2,2 mg 108% DZR[3]

SelfNutritionData conchide despre semințele de chia:
Sunt un aliment cu un conținut mic de colesterol și sodiu, o sursă bună de calciu și fosfor, și o foarte bună sursă de fibre și mangan.
O uncie de semințe de chia (28 de grame) conține 137 de calorii și 1 gram de carbohidrați digestibili. Dacă se scad fibrele care nu sunt digerabile rămâi cu 101 calorii per uncie. Acest lucru le face să fie cea mai bună sursă de nutrienți din lume, cel mai bun lucru la aceste semințe fiind că sunt naturale, integrale, crescute organic și nemodificate genetic. De asemenea, nu conțin gluten.
Concluzie: În ciuda mărimii lor, semințele de chia sunt de departe considerate cel mai nutritiv aliment de pe pământ. Sunt pline de fibre, proteine, acizi grași Omega-3 și numeroși micronutrienți.

## Beneficii

### Semintele de chia sunt pline de antioxidanți
Un alt atu al semințelor de chia este conținutul ridicat de antioxidanți. Antioxidanții protejează grăsimile sensibile din semințe de râncezire.
"Chiar dacă suplimentele cu antioxidanți sunt ineficiente, ingerarea acestora direct din hrană are efecte pozitive superioare asupra sănătății", spune într-un raport al JNCI - Oxford Journals.
Foarte important este faptul că antioxidanții luptă împotriva radicalilor liberi, care distrug moleculele din celule, ducând la o îmbătrânire prematură și boli precum cancerul
Unii susțin că semințele de chia ar conține mai mulți antioxidanți decât afinele, însă nu am găsit o sursă care să și confirme cu date certe acest lucru.

### Aproape toți carbohidrații din semințele de chia sunt fibre
O uncie (28 gr.) de semințe de chia are 12 grame de carbohidrați, dintre care 11 grame sunt fibre, care nu sunt digerate de organism. Fibrele nu cresc zahărul din sânge, și nu necesită insulină pentru a fi procesată, așa că din acestea nu ar trebui contorizate ca și carbohidrați decât un singur gram per uncie (28 gr.) ceea ce transformă semințele de chia într-un aliment cu conținut mic de carbohidrați și un conținut ridicat de fibre. Datorită acestor fibre, semințele de chia pot absorbi de 10-12 ori greutatea lor în apă, devenind ca un gel de se mărește în stomac.
Teoretic aceasta ar trebui să mărească senzația de sațietate și să scadă absorbția alimentelor. Fibrele, de asemenea, hrănesc bacteriile bune din intestine. Semințele de chia au 40% fibre, ceea ce le face să fie cea mai bună sursă de fibre din lume.
Concluzie: Aproape toți carbohidrații din semințele de chia sunt fibre, ceea ce înseamnă că pot absorbi de 10-12 ori greutatea lor de apă. Fibrele aduc un aport important sănătății.

### Semințele de chia au un procent ridicat de proteine de calitate
Semințele de chia conțin 14% proteine, ceea ce este foarte mult pentru majoritatea plantelor. De asemenea, au un echilibru bun al aminoacizilor astfel încât corpul omenesc poate folosi în mod eficient aceste proteine.
Proteinele au o mulțime de beneficii pentru sănătate, însă sunt de departe cel mai prietenos nutrient într-o dietă de slăbit. Consumul de proteine reduce apetitul și pofta de ronțăială.
Semințele de chia sunt o sursă excelentă de proteine, în special pentru persoanele care nu consumă produse animale.
Concluzie: Semințele de Chia au un conținut ridicat de proteine de calitate, mult mai mare decât în majoritatea plantelor comestibile. Proteinele sunt cel mai prietenos macronutrient folosit în dietele de slăbire și reduce drastic apetitul și pofta de ronțăială.

### Semințele de chia pot ajuta la slăbire
Majoritatea experților cred că semințele de chia pot ajuta la scăderea în greutate. Fibrele absorb o mare masă de apă și se măresc în stomac, mărind astfel senzația de sațietate și încetinirea absorbției hranei.
S-au făcut o serie de studii (printre care și un studiu asupra persoanelor obeze) pe glucomannan (fibră alimentară solubilă obținută din rădăcină de Amorphophallus Konjac), o fibră ce lucrează într-un mod similar, arătând că poate duce la scăderea greutății.
Un studiu a arătat că semințele de chia pot reduce apetitul, dar nu au fost schimbări importante în scăderea greutății.
Într-un studiu făcut pe 90 de persoane supraponderale, consumul a 50 g de semințe de chia pe zi nu au avut efecte importante asupra greutății acestora sau a indicatorilor de sănătate [nefuncțională]
.
În alt studiu de 10 săptămâni, făcut pe 62 de femei nu a avut efect asupra scăderii greutății dar a crescut conținutul de Omega-3 din sânge.
Cu toate astea, adăugarea de semințe de chia în dietă s-ar putea să nu afecteze greutatea prea mult, însă ele pot fi un adaos foarte folositor.
O dietă de slăbire este mult mai mult decât a adăuga sau elimina un singur element la o dietă. O dietă constă și în stilul de viață, somn și exerciții. Combinate cu o dietă bazată pe o hrană reală și un stil de viață sănătos, atunci abia se va putea simți cum ajută semințele de chia.
Concluzie: Semințele de chia au un conținut ridicat de proteine și fibre, acestea fiind demonstrate că ajută în curele de slăbire (deși nu semnificativ). Cu toate acestea, studiile făcute pe introducerea semințelor de chia într-o alimentație neechilibrată nu a dus la o pierdere a greutății.

### Semințele de chia au un conținut ridicat de acizi grași Omega-3
Ca și semințele de in, semințele de chia au un conținut ridicat de acizi grași Omega-3. În fapt, chia are mai mult Omega-3 decât somonul.
De reținut este faptul că Omega-3 din ele este Acid Alfa Linolenic (ALA) care, cred unii, nu este chiar atât de benefic pe cât s-ar crede. ALA trebuie convertit în forme active ca EPA (acid Eicosapentaenoic) și DHA (acid docosahexaenoic) înainte de a putea fi folosite de corpul uman.
Există studii recente care arată că această conversie din ALA în EPA și DHA are loc. Astfel, un studiu făcut pe vegetarieni și vegani care nu consumă pește, a arătat că există EPA și DHA în plasmă, iar un studiu pe rozătoare, făcut de Ayerza și Coates a dovedit că dacă semințele de chia sunt măcinate, concentrația de DHA crește de până la 3 ori (de la 1.41% la 4.12 procente).
Concluzie: semințele de chia sunt foarte bogate în acizi grași Omega-3 de tipul ALA, organismul convertind în oarecare proporție acest acid în DHA, care este cel mai important acid gras Omega-3.

### Semintele de chia îți pot îmbunătăți indicatorii sângelui, care ar trebui să scadă riscul bolilor de inimă
Semințele de chia au un conținut mare de fibre și acizi grași Omega-3, care ar trebui să poată îmbunătăți sănătatea metabolismului. S-au făcut câteva studii de test, însă rezultatele au fost neconvingătoare. În două studii, o dietă cu semințe de chia, proteină de soia, ovăz și nopal, a indicat o scădere a colesterolului LDL (colesterolul "rău") și trigliceridelor și o creștere a colesteroului HDL (colesterolul "bun"), odată cu reducerea inflamațiilor.
Deoarece în aceste studii s-au folosit și alte ingrediente, nu se poate trage o concluzie asupra efectelor semințelor de chia. Totuși, studiile pe șoareci au arătat o scădere a trigliceridelor, o creștere a colesterolului HDL și reducerea inflamațiilor, a rezistenței insulinei și a grăsimilor de pe burtă.
Este posibil ca semințele de chia să îmbunătățească scăderea acestor factori de risc, dar probabil nu va avea efecte majore decât odată cu adoptarea unei diete corespunzătoare.
Concluzie: Efectele asupra nivelului de colesterol sunt neconvingătoare, unele studii arătând că ar avea efect, altele că nu.

### Semințele de chia au un procent ridicat de nutrienți importanți pentru oase
Semințele de chia au un procent ridicat de nutrienți foarte importanți pentru sănătatea oaselor, acestea fiind calciul, fosforul, magneziul și proteinele.
Conținutul de calciu în particular este chiar impresionant... la numai 28 de grame conțin 18% din Doza Zilnică Recomandată, asta înseamnând un conținut mai ridicat decât al majorității produselor lactate.
Așadar, semințele de chia pot fi o sursă excelentă de calciu pentru cei care nu consumă produse lactate.
Concluzie: Semințele de chia au un procent ridicat de calciu, magneziu, fosfor și proteine, toate fiind foarte importante în sănătatea oaselor.

### Semințele de chia pot aduce îmbunătățiri majore în cazul Diabetului de tip 2
Cel mai de succes studiu de până acum făcut asupra semințelor de chia până astăzi a fost unul făcut asupra pacienților suferinzi de diabet de tip 2.
În acest studiu, 20 de pacienți bolnavi de diabet de tip 2 au primit câte 37 de grame de chia, sau 37 de grame de tărâțe de grâu, timp de 12 săptămâni.
Când au luat semințele de chia, au avut îmbunătățiri la câțiva indicatori de sănătate importanți.
Tensiunea a scăzut cu 3–6 mm/Hg și indicatorul de inflamație numit hs-CRP a scăzut cu 40%. Un alt factor de risc numit vWF a scăzut, de asemenea, cu până la 21%.
Având în vedere faptul că semințele de chia au un conținut ridicat în fibre, nu pare plauzibil ca ar putea reduce puseul cauzat de zahărul din sânge de după mese, dar asta trebuie confirmat prin studii mai aprofundate.
Concluzie: Un studiu al diabeticilor de tip 2 a arătat că semințele de chia pot sa scadă simțitor presiunea arterială și a indicatorilor inflamațiilor.

### Semințele de chia pot îmbunătăți performanța exercițiilor fizice la fel de mult ca și băuturile sportive
Legenda spune că Aztecii și Maiașii foloseau semințele de chia ca și “combustibil” pentru efortul fizic susținut și de lungă durată.
Există un studiu recent care sugerează că acestea ar fi eficiente. În acest studiu 6 persoane și-au luat “încărcătura de carbohidrați” din Gatorade (bautură sportivă), ori jumatate din carbohidrați din Gatorade și cealaltă din semințele de chia, au alergat timp de o oră pe banda de alergare și apoi o cursă cronometrată de 10 kilometri.
Nu s-a observat nicio diferență între cele două grupuri; cu alte cuvinte, înlocuind jumătate de Gatorade cu semințele de chia nu a redus performanța atleților, ceea ce înseamnă că semințele de chia au avut efectul scontat.
Conform acestui studiu, semințele de chia ajută sportivii la “încărcarea cu carbohidrați”, pentru competiții de rezistență, crescând asimilarea de nutrienți și scăzând asimilarea zahărului.
Cu toate acestea, majoritatea carbohidraților din semințele de chia sunt fibre, deci nu ar trebui să conteze foarte mult în “încărcarea cu carbohidrați” a sportivului.
Concluzie: Studiul a arătat că semințele de chia pot înlocui parțial Gatorade în “încărcarea cu carbohidrați” a atleților de rezistență, însă acest lucru ar trebui să fie studiat mai aprofundat.

### Semințele de chia pot fi incorporate ușor în dietă
Acest punct nu este despre beneficiile asupra sănătății aduse de semințele de chia, dar este, totuși, foarte important.
Semințele de chia sunt incredibil de ușor de incorporat în dietă, nu prea au gust (unii zic că ar avea gust de alune), deci pot fi incorporate cam în orice!
Nu trebuie măcinate (pisate) precum semințele de în, ceea ce le face să fie ușor de preparat.
Pot fi folosite crude, înmuiate în sucuri sau smoothie, adăugate în mâncare, budincă, în pâine, sau în prăjituri coapte. De asemenea se pot amesteca în cereale, iaurt, salate, orez, în aproape orice, deoarece nu influențează gustul. Poți înlocui icrele de pește cu ele.
Deoarece au proprietatea de a absorbi apa și grăsimile, pot fi folosite pentru a îngroșa sosurile, ori pentru a înlocui oul în rețete.
Adăugarea de semințe de chia în rețete va crește dramatic valoarea nutrițională a acestora.
Se pare ca sunt bine tolerate de toată lumea, însă dacă persoanele nu sunt obișnuite de a consuma fibre, există posibilitatea de a avea efecte secundare asupra digestiei, dacă sunt consumate prea multe de la început.
Doza zilnică recomandată este de 40 de grame pe zi

### Alte informații despre semințele de chia
Unii spun despre semințele de chia că:
- puii crescuți cu semințe de chia au produs ouă cu omega-3 și carnea lor conținea omega-3
- Cresc lactația și sunt o sursă compactă de nutrienți pentru copiii de orice vârstă
- Semințele de chia nu doar că potolesc apetitul, dar și încetinesc procesul de digestie, astfel că vor ajuta la consumul mai redus de mâncare și, implicit, mai puțini carbohidrați
- În timp ce furnizează nutrienții și vitaminele de care omul are nevoie, semințele de chia acționează și ca un detoxifiant natural, eliminând toate substanțele nocive din corp printr-o digestie optimă.
- Consumul frecvent de semințe de chia are un efect benefic asupra sănătății inimii. Reglează nivelul colesterolului din sânge, tensiunea arterială și previn diabetul - înlăturând astfel unii dintre cei mai mari factori de risc care stau la baza declanșării afecțiunilor inimii
- Conform USDA, semințele de chia conțin triptofan (mai exact 721 mg/100g), un aminoacid care are efecte pozitive asupra somnului din timpul nopții.

Triptofanul ajută la relaxarea organismului și la pătrunderea mai rapidă în tranșa specifică somnului, astfel încât organismul să se odihnească corespunzător.